# 長頜胸啄電鰻
長頜胸啄電鰻，為輻鰭魚綱電鰻目線翎電鰻科的其中一種，為熱帶淡水魚，分布於南美洲委內瑞亞及哥倫比亞奧里諾科河及黑河淡水流域，體長可達54公分，棲息在底中層水域，生活習性不明。